# Félix Antonio González
Félix Antonio González (n. Valladolid; 1921 - f. ib.; 29 de septiembre de 2009) fue un poeta, académico, periodista y pintor español, director del diario El Norte de Castilla entre 1963 y 1967.
Hijo del compositor Félix Antonio, desde muy temprana edad inició sus estudios de pintura y comenzó a escribir. Estudió Filosofía y Letras y Derecho; pronto empezó a ejercer como crítico de arte en el Diario Regional. Posteriormente se convirtió en redactor-jefe de ese periódico cuando solo contaba veintiún años.
En 1952 comenzó a trabajar como redactor en el diario El Norte de Castilla, y desde mayo de 1963 a noviembre de 1967 fue el director. Pero abandonó parcialmente el periodismo para dedicarse a la pintura y a la poesía, aunque siguió escribiendo con regularidad usando el seudónimo se "Ansúrez" y publicó diariamente desde 1946 en el diario El Norte de Castilla "Los Ripios".
Muy vinculado a la Semana Santa de Valladolid, ganó en dos ocasiones el certamen de poesía para elegir el soneto anunciador del Sermón de las Siete Palabras y pregonó la Semana Santa en 1985.
La mayor parte de su obra pictórica reflejó el paisaje castellano; realizó más de sesenta exposiciones en ciudades españolas. En enero de 2009 se inauguró su última retrospectiva en Valladolid, con el lema La vida pasa el alambre; en esta exposición se reunieron obras creadas entre 1979 y 2004.
En 2004 ingresó en la Academia Castellana y Leonesa de la Poesía y también fue académico de número de la Real Academia de Bellas Artes de la Purísima Concepción.
En 2008 le fue concedido la Medalla de Oro al Mérito en el Trabajo, como reconocimiento a su desempeño y trayectoria ejemplar.

## Obras

### Poesía
- Vehemencias: Poemas de juventud (1949).
- Calle de Esgueva (1976).[8]
- De par en par (1990).[8]
- Ripios (1993).
- Ripios 94 (1995).
- Ripio a ripio (1996).
- Fe de erratas (1998).
- Huerto de Violante (2005).

### Narrativa
- La vida para el alambre (1958).
- Valladolid, un estilo (1973).
- La canaria Jenara (1991).
- Hogar, hogar (1995).
- Padre libro (1999).
- Viejo potro mal domado (2004).
- Historia de Pizca y Mabú (2005).
- Epístola de Félix Antonio González a Francisco Martín Abril. (2008)
- Entre pan y bola: vida articulada (2009).[9]

## Premios
- Premio Ciudad de Barcelona de Poesía
- Premio Francisco Pino
- Premio Internacional de Poesía del Puerto de Santa María
- Premio Ciudad de Valladolid
- 1998: Premio Nacional de Poesía en 1998[8]
- 2008: Medalla de Oro al Mérito en el Trabajo.